# Kiếm điệp
Kiếm điệp (giản thể: 剑蝶; phồn thể: 劍蝶; bính âm: Jiàndié; nghĩa đen 'Sword Butterfly') là một bộ phim điện ảnh sản xuất năm 2008 bởi đạo diễn Mã Sở Thành với sự tham gia của các diễn viên Ngô Tôn, Thái Trác Nghiên, Hồ Ca.

## Lịch sử
Bộ phim dựa trên truyền thuyết Lương Sơn Bá - Chúc Anh Đài nhưng được cải biên theo hướng võ hiệp.

## Các diễn viên chính
- Ngô Tôn vai Lương Trọng Sơn
- Thái Trác Nghiên vai Chúc Ngôn Chi
- Hồ Ca vai Mã Thừa Ân
- Địch Long vai Chúc Công Viễn
- Dữ Trường Khánh vai Thảo Đầu sư thúc
- Thiếu Binh vai Thiết tướng quân
- Phàn Thiếu Hoàng vai Vương đại ca